# Anđela Bulatović
Anđela Bulatović (* 15. Januar 1987 in Titograd, Jugoslawien, geborene Anđela Dragutinović) ist eine ehemalige montenegrinische Handballspielerin.

## Karriere
Bulatović spielte anfangs beim montenegrinischen Erstligisten ŽRK Budućnost Podgorica. Mit Budućnost gewann die Rückraumspielerin 2006 und 2010 den Europapokal der Pokalsieger, 2012 die EHF Champions League sowie mehrere montenegrinische Meistertitel. In der Saison 2013/14 stand Bulatović beim slowenischen Erstligisten RK Krim unter Vertrag, mit dem sie das nationale Double gewann. Anschließend schloss sie sich dem russischen Erstligisten GK Rostow am Don an. Mit Rostow gewann sie 2015 die russische Meisterschaft sowie den russischen Pokal. Im Sommer 2015 wechselte sie zum ungarischen Erstligisten ÉTV-Érdi VSE. Im Sommer 2018 kehrte sie zu Budućnost Podgorica zurück. Mit Budućnost gewann sie 2019 die Meisterschaft sowie den montenegrinischen Pokal. Im Juni 2019 beendete sie ihre Karriere.
Bulatović gehörte dem Kader der montenegrinischen Nationalmannschaft an. Mit Montenegro nahm sie an der Weltmeisterschaft 2011 teil. Im Sommer 2012 nahm Bulatović mit Montenegro an den Olympischen Spielen in London teil, wo sie die Silbermedaille gewann. Im Dezember 2012 gewann sie mit Montenegro den EM-Titel. Weiterhin nahm sie an den Olympischen Spielen 2016 in Rio de Janeiro teil.
Bulatović trainiert seit dem ersten Quartal 2021 die 2. Mannschaft von ŽRK Budućnost Podgorica. Weiterhin war sie im Jahr 2022 als Co-Trainerin der montenegrinischen U-20-Auswahl tätig.